# Атлетика на Летњим параолимпијским играма 2016 — бацање чуња за мушкарце
Бацање чуња за мушкарце, била је једна од 29 дисциплина атлетског програма на Летњим параолимпијским играма 2016. у Рио де Жанеиру, Бразил. Такмичење је одржано 13. и 16. септембра на Олимпијском стадиону Жоао Авеланж.
Титулу параолимпијског победника са Параолимпијских игара у Лондону 2012. одбранио је Жељко Димитријевић из Србије у класи Ф51.

## Земље учеснице
Учествовало је 15 такмичара из 9 земаља.
1. Грчка (3)
2. Индија (2)
3. Мексико (1)
4. Пољска (1)
5. Словачка (1)
6. Србија (2)
7. Тунис (1)
8. Уједињено Краљевство (1)
9. Чешка (3)

## Рекорди пре почетка такмичења
(стање 8. септембра 2016.)

### Класа Ф32
| Рекорди пре почетка Параолимпијских игара 2016. | Рекорди пре почетка Параолимпијских игара 2016. | Рекорди пре почетка Параолимпијских игара 2016. | Рекорди пре почетка Параолимпијских игара 2016. | Рекорди пре почетка Параолимпијских игара 2016. | Рекорди пре почетка Параолимпијских игара 2016. |
| ----------------------------------------------- | ----------------------------------------------- | ----------------------------------------------- | ----------------------------------------------- | ----------------------------------------------- | ----------------------------------------------- |
| Светски рекорд                                  | 37,19                                           | Маћеј Сохал                                     | Пољска                                          | Гросето, Италија                                | 14. јун 2016.                                   |

### Класа Ф51
| Рекорди пре почетка Параолимпијских игара 2016.     | Рекорди пре почетка Параолимпијских игара 2016. | Рекорди пре почетка Параолимпијских игара 2016. | Рекорди пре почетка Параолимпијских игара 2016. | Рекорди пре почетка Параолимпијских игара 2016. | Рекорди пре почетка Параолимпијских игара 2016. |
| --------------------------------------------------- | ----------------------------------------------- | ----------------------------------------------- | ----------------------------------------------- | ----------------------------------------------- | ----------------------------------------------- |
| Светски рекорд                                      | 27,04                                           | Жељко Димитријевић                              | Србија                                          | Гросето, Италија                                | 14. јун 2016.                                   |
| Параолимпијски рекорд                               | 26,88                                           | Жељко Димитријевић                              | Србија                                          | Лондон, Уједињено Краљевство                    | 31. август 2012.                                |
| Рекорди после завршених Параолимпијских игара 2016. |                                                 |                                                 |                                                 |                                                 |                                                 |
| Светски рекорд                                      | 29,96                                           | Жељко Димитријевић                              | Србија                                          | Рио де Жанеиро, Бразил                          | 16. септембар 2016.                             |
| Параолимпијски рекорд                               | 29,96                                           | Жељко Димитријевић                              | Србија                                          | Рио де Жанеиро, Бразил                          | 16. септембар 2016.                             |

## Сатница
| Датум               | Време | Класа | Ниво   |
| ------------------- | ----- | ----- | ------ |
| 13. септембар 2016. | 10:03 | Ф32   | Финале |
| 16. септембар 2016. | 10:03 | Ф51   | Финале |

Сва времена су по локалном времену (UTC+3)

## Освајачи медаља

### Класа Ф32
|                      |                                  |                                     |
| Маћеј Сохал · Пољска | Атанасије Константинидес · Грчка | Стивен Милер · Уједињено Краљевство |

### Класа Ф51
|                             |                      |                           |
| Жељко Димитријевић · Србија | Милош Митић · Србија | Маријан Куреја · Словачка |

## Резултати

### Финале

#### Класа Ф32
Такмичење је одржано 13.9.2016. годину у 10:03,
| Плас. | Атлетичар                | Земља                | Кл. | ЛР    | ЛРС   | 1.    | 2.    | 3.    | 4.    | 5.    | 6.    | Рез.  | Бел. |
| ----- | ------------------------ | -------------------- | --- | ----- | ----- | ----- | ----- | ----- | ----- | ----- | ----- | ----- | ---- |
|       | Маћеј Сохал              | Пољска               | Ф32 | 37,19 | 37,19 | 33,02 | 32,41 | 31,27 | х     | 30,51 | 33,91 | 33,91 |      |
|       | Атанасије Константинидес | Грчка                | Ф32 | 35,44 | 35,44 | 31,30 | 31,66 | 33,69 | 32,82 | 32,67 | 32,87 | 33,69 |      |
|       | Стивен Милер             | Уједињено Краљевство | Ф32 | 32,91 | 31,40 | 31,58 | 31,17 | 31,93 | x     | 30,70 | x     | 31,93 | ЛРС  |
| 4.    | Абденакер Феиди          | Тунис                | Ф32 | 30,63 | 30,63 | 24,40 | 29,55 | 27,88 | 26,93 | 30,75 | x     | 30,75 | ЛР   |
| 5.    | Николас Гониос           | Грчка                | Ф32 | 30,76 | 30,76 | 24,69 | 26,57 | x     | 24,03 | 26,53 | 27,26 | 27,26 |      |
| 6.    | Димитриос Зисидис        | Грчка                | Ф32 | 25,84 | 25,84 | 21,21 | х     | 19,13 | х     | х     | 22,24 | 22,24 |      |

#### Класа Ф51
Такмичење је одржано 16.9.2016. годину у 10:03,
| Плас. | Атлетичар                     | Земља    | Кл. | ЛР    | ЛРС   | 1.    | 2.    | 3.    | 4.    | 5.    | 6.    | Рез.  | Бел.   |
| ----- | ----------------------------- | -------- | --- | ----- | ----- | ----- | ----- | ----- | ----- | ----- | ----- | ----- | ------ |
|       | Жељко Димитријевић            | Србија   | Ф51 | 27,04 | 27,04 | 29,91 | 29,52 | 29,73 | 29,96 | 27,42 | 24,54 | 29,96 | СР, ПР |
|       | Милош Митић                   | Србија   | Ф51 | 25,40 |       | 26,34 | 26,84 | 25,10 | 26,21 | x     | 25,99 | 26,84 | ЛР     |
|       | Маријан Куреја                | Словачка | Ф51 | 26,97 | 26,97 | 25,35 | 24,44 | 26,23 | 26,04 | 26,82 | x     | 26,82 |        |
| 4.    | Амит Кумар Кумар              | Индија   | Ф51 | 27,81 | 27,81 | 25,46 | 26,63 | 25,94 | 25,51 | 25,98 | 25,10 | 26,63 | РР     |
| 5.    | Радим Белеш                   | Чешка    | Ф51 | 26,67 | 26,07 | x     | 25,82 | 26,35 | 26,53 | x     | x     | 26,53 | ЛРС    |
| 6.    | Mартин Зволанек               | Чешка    | Ф51 | 26,00 | 24,14 | x     | 21,97 | 22,03 | 22,13 | 24,14 | 23,41 | 24,14 | =ЛРС   |
| 7.    | Марио Сантана Рамос Хернандез | Мексико  | Ф51 | 25,30 | 25,30 | x     | 23,37 | x     | x     | 24,12 | 23,59 | 24,12 |        |
| 8.    | Jан Ванек                     | Чешка    | Ф51 | 26,16 | 25,49 | 22,37 | x     | x     | 24,12 | 23,59 | 23,41 | 24,12 |        |
| 9.    | Дарамбир                      | Индија   | Ф51 | 22,15 | 22,15 | 21,39 | x     | 20,78 |       |       |       | 21,39 |        |